# Ligne 5 du Busway de Nantes
Pour les articles homonymes, voir Ligne 5.
La ligne 5 du Busway de Nantes est une ligne de bus à haut niveau de service du réseau de transports en commun de Nantes Métropole exploitée par la Semitan.
Lancée le 27 février 2020, la ligne a repris l'itinéraire de l'ancienne ligne C5 qui traversait l'Île de Nantes d'est en ouest, en partant de la Gare Sud.
Fin 2022, la ligne accueille 22 400 passagers par jour.

## Histoire
Le 7 juin 2019 sont annoncés le prolongement de la ligne 4, la création de 3 nouvelles lignes de tramway, ainsi que la transformation de la ligne C5 en une ligne de Busway, au vu de sa fréquentation grandissante. Au départ, cette nouvelle ligne 5 était prévue comme une ligne de tramway, mais ce projet a été mis en pause en 2009.

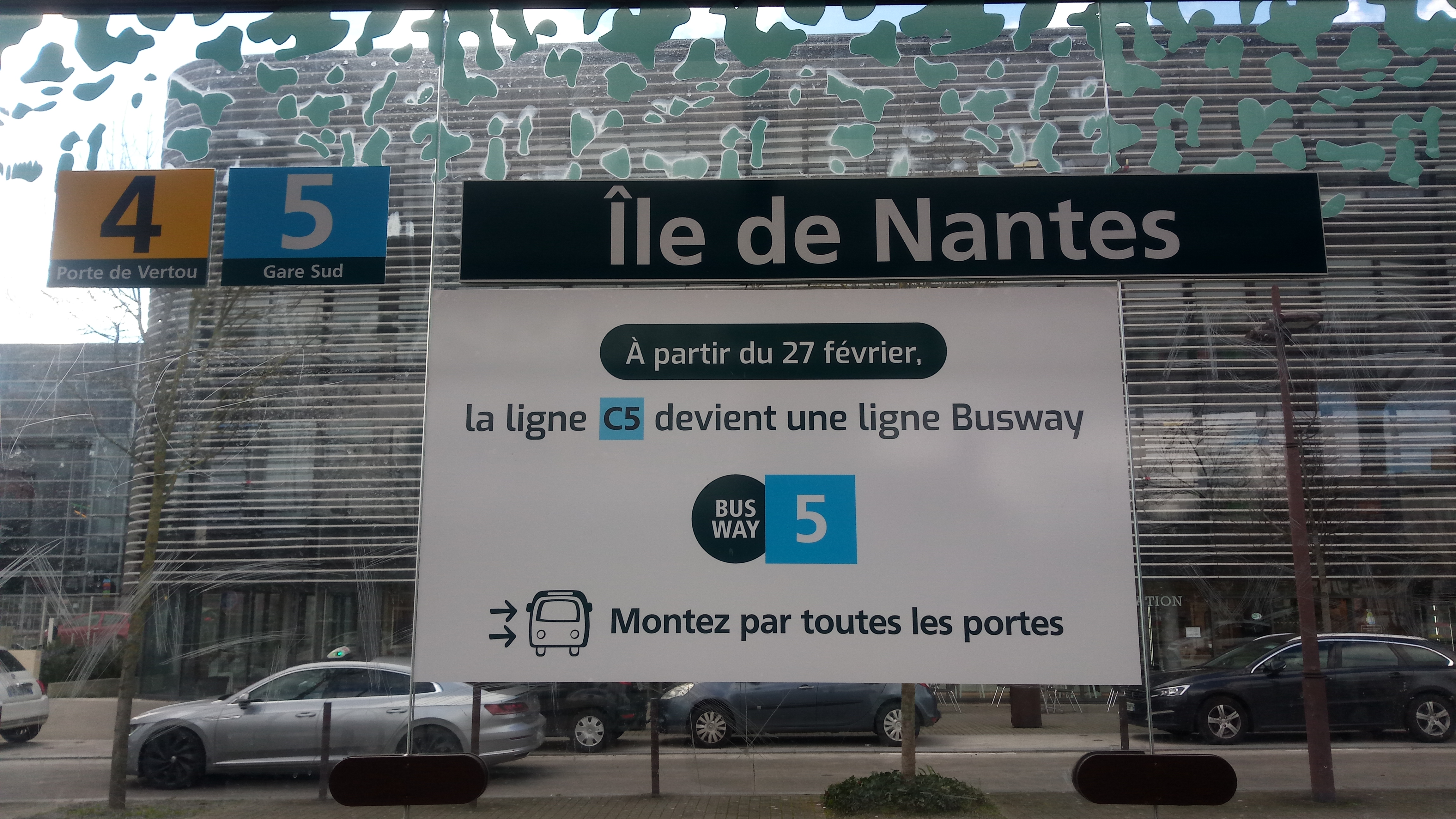
Affiche pour le lancement de la ligne 5 à la station Île de Nantes.

Avant la transition, qui est intervenue le 27 février 2020, quelques travaux en station ont été effectués pour mettre la ligne en conformité avec le label « Busway », notamment par l'installation de distributeurs et de rampes PMR en station. 
Question matériel, les Mercedes-Benz Citaro G GNV BHNS précédemment utilisés sur la ligne 4 et remplacés par les Hess lighTram 25 TOSA, sont transférés sur la ligne 5, avec de nouveaux écrans d'informations en temps réel à leur bord. Ce changement de modèles de véhicules permet d'utiliser du matériel Busway, mais également de faciliter les flux, puisque la montée s'effectue par toutes les portes (contrairement aux anciens véhicules ou l'on ne pouvait monter que par la porte avant), ce qui permet de gagner 2 à 3 minutes sur le temps de parcours. Les Heuliez GX 427 GNV et Citaro G GNV « classiques » précédemment utilisés sur la ligne C5, sont redéployés sur d'autres lignes Chronobus (la ligne C3 entre autres, qui est devenue articulée).
Néanmoins, la fréquence de passages n'a pas été modifiée lors de la mise en service : elle est toujours de 4 minutes aux heures de pointe, contre 2 à 3 minutes sur la ligne 4. Une amélioration est attendue pour la rentrée de septembre 2020, mais elle est reportée au 2 novembre 2020 en raison de la crise sanitaire[réf. nécessaire], et n'a finalement pas lieu.
Parallèlement à la mise en service de la ligne 5, une signalisation lumineuse dynamique a été installée début 2020 sur la voie propre de la ligne 5 au carrefour des boulevards Vincent-Gâche et Général-De-Gaulle. Cette expérimentation sur deux ans baptisée « Flowell », qui fera l'objet d'un rapport d'évaluation, a pour but de réduire le nombre d'accidents entre usagers sur ce carrefour très fréquenté, et de réduire le risque de chutes pour les usagers de la ligne en cas de freinage brutal. Elle s'allume lorsqu'un bus arrive sur le carrefour afin de prévenir de son sens d'arrivée par des dalles lumineuses LED en forme de flèches visibles de jour comme de nuit.
À la rentrée 2020 (qui a lieu exceptionnellement le 2 novembre 2020 à cause de la crise sanitaire), le prolongement de Gare Sud à Commerce (via Lieu Unique, Monteil et Hôtel Dieu) en service de nuit a été supprimé. La ligne effectue donc le même trajet de début à fin de service,.
Le 10 octobre 2022, l'itinéraire de la ligne 5 autour de la gare a été modifié : après la station Haubans, elle suit dorénavant le boulevard de Berlin sur un site propre afin de rejoindre la gare et le nouveau pôle d'échanges,,.
À partir de fin 2022, de nouveaux Iveco Urbanway 18 GNV Hybrid arrivent progressivement sur la ligne 5 afin de remplacer les Citaro G GNV en fin de vie.

## Infrastructure

### La ligne
La ligne 5 du Busway de Nantes emprunte les sections suivantes :
- Haubans ↔ Hangar à Bananes, ouverte le 27 février 2020, à l'occasion de la mise en service de la ligne.
- Gare Sud ↔ Haubans, ouverte le 10 octobre 2022, à l'occasion de la modification du tracé de la ligne au niveau de la gare sud (et qui remplace l'ancien tracé qui passait par le mail Pablo-Picasso).

### Les terminus réguliers
La ligne 5 compte deux terminus principaux :
- La station Gare Sud, qui constitue le terminus le plus à l'est de la ligne, est composée d'un quai d'arrivé situé juste devant la sortie de la gare sud, et d'un quai de départ en face. Ces quais sont également desservis par les lignes C2, C3 et 54 et une zone de régulation située quai Malakoff permet aux Busway d'attendre leur départ.
- La station Hangar à Bananes, qui constitue le terminus le plus à l'ouest de la ligne, est composée d'un quai d'arrivée côté hangar et d'un autre quai d'attente en face permettant d'accueillir deux Busway. Un rond-point après la station permet aux Busway de faire demi-tour.

### Dépôt de Trentemoult
Les véhicules sont remisées au dépôt de Trentemoult, situé à côté du village du même nom, et ouvert en 1980.

## Schéma de la ligne

### Tracé

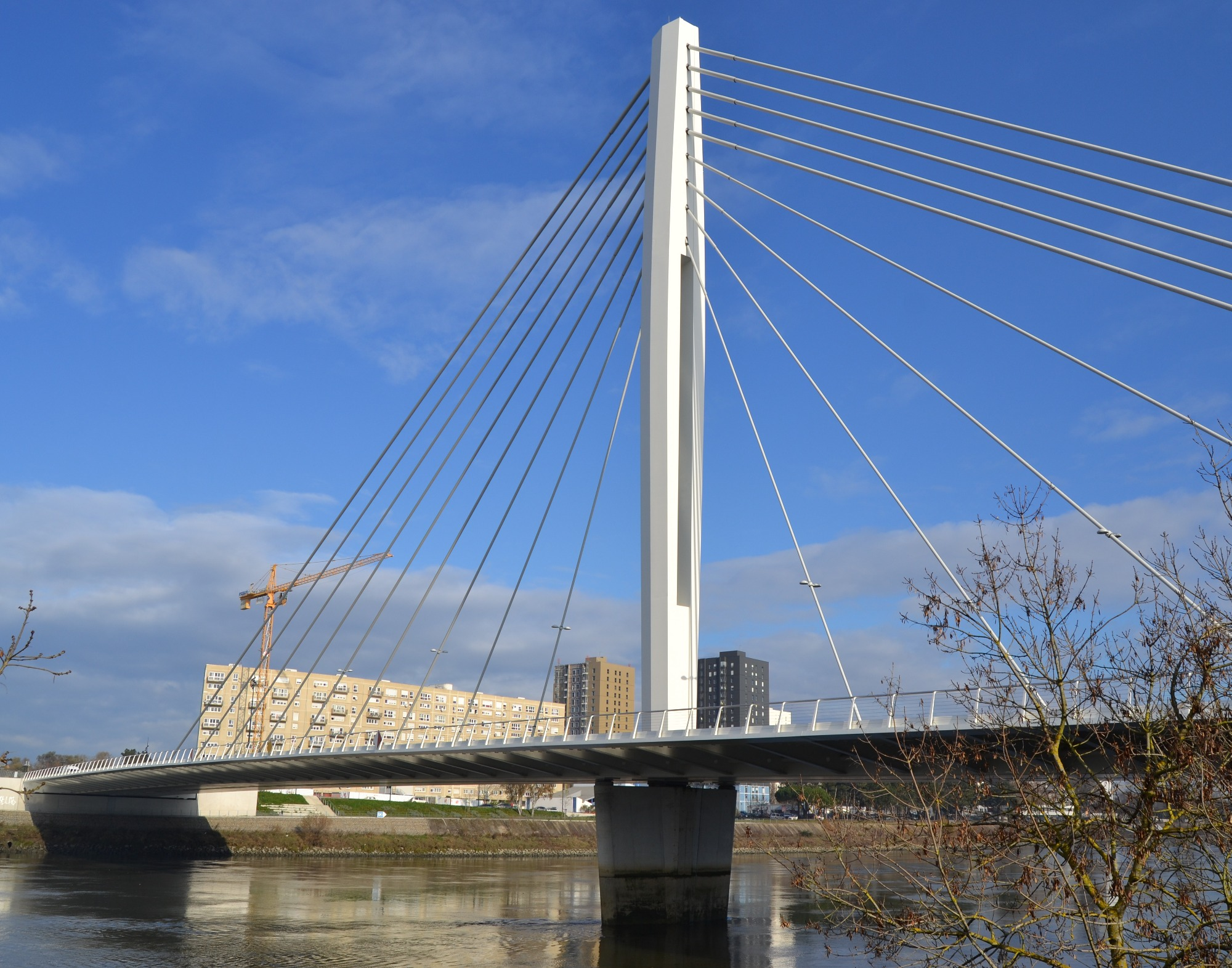
La ligne traverse le bras de la Madeleine de la Loire via le pont Éric-Tabarly.

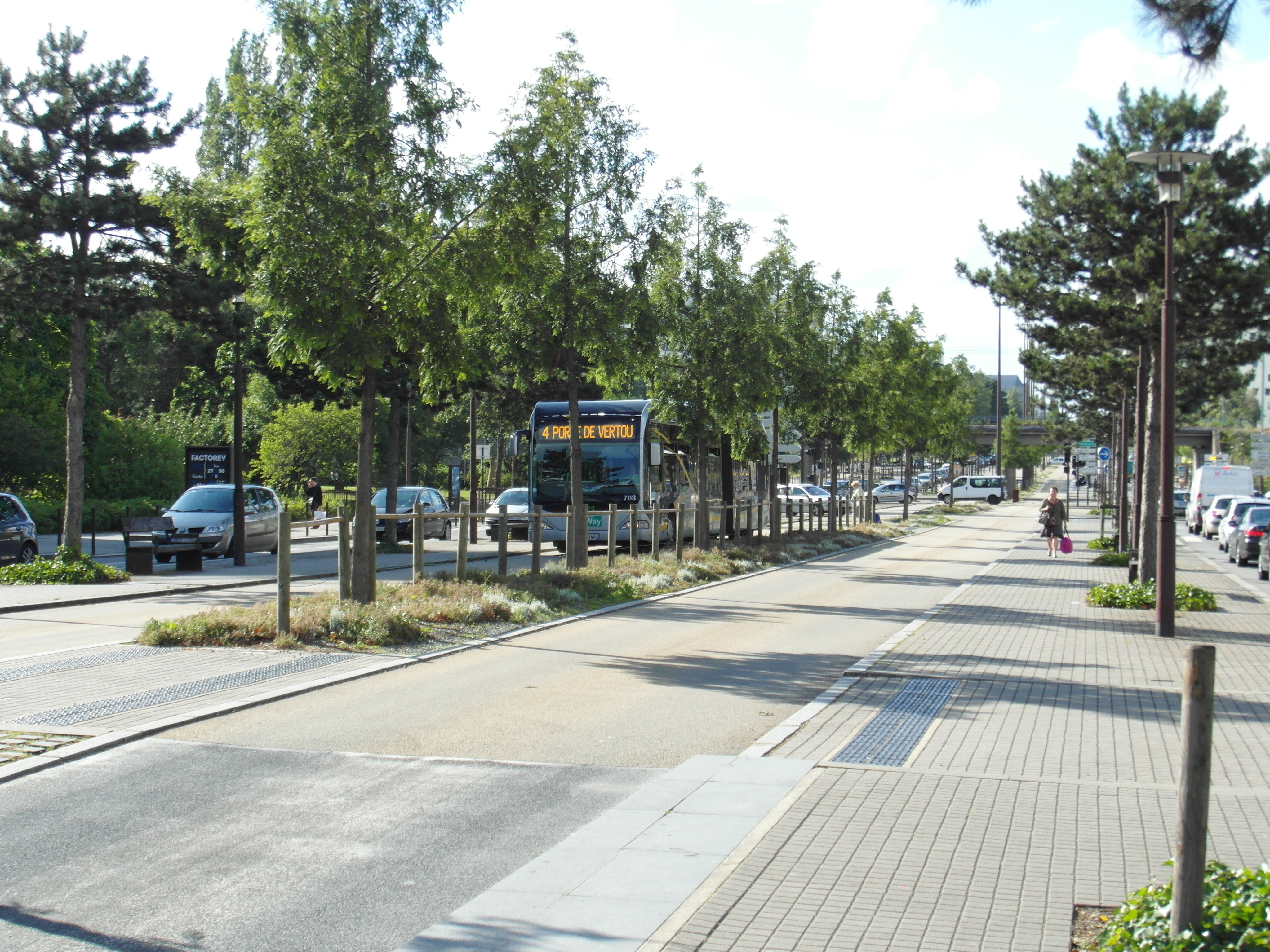
La ligne croise la ligne 4 au niveau de la station Île de Nantes sur le boulevard Général-De-Gaulle...

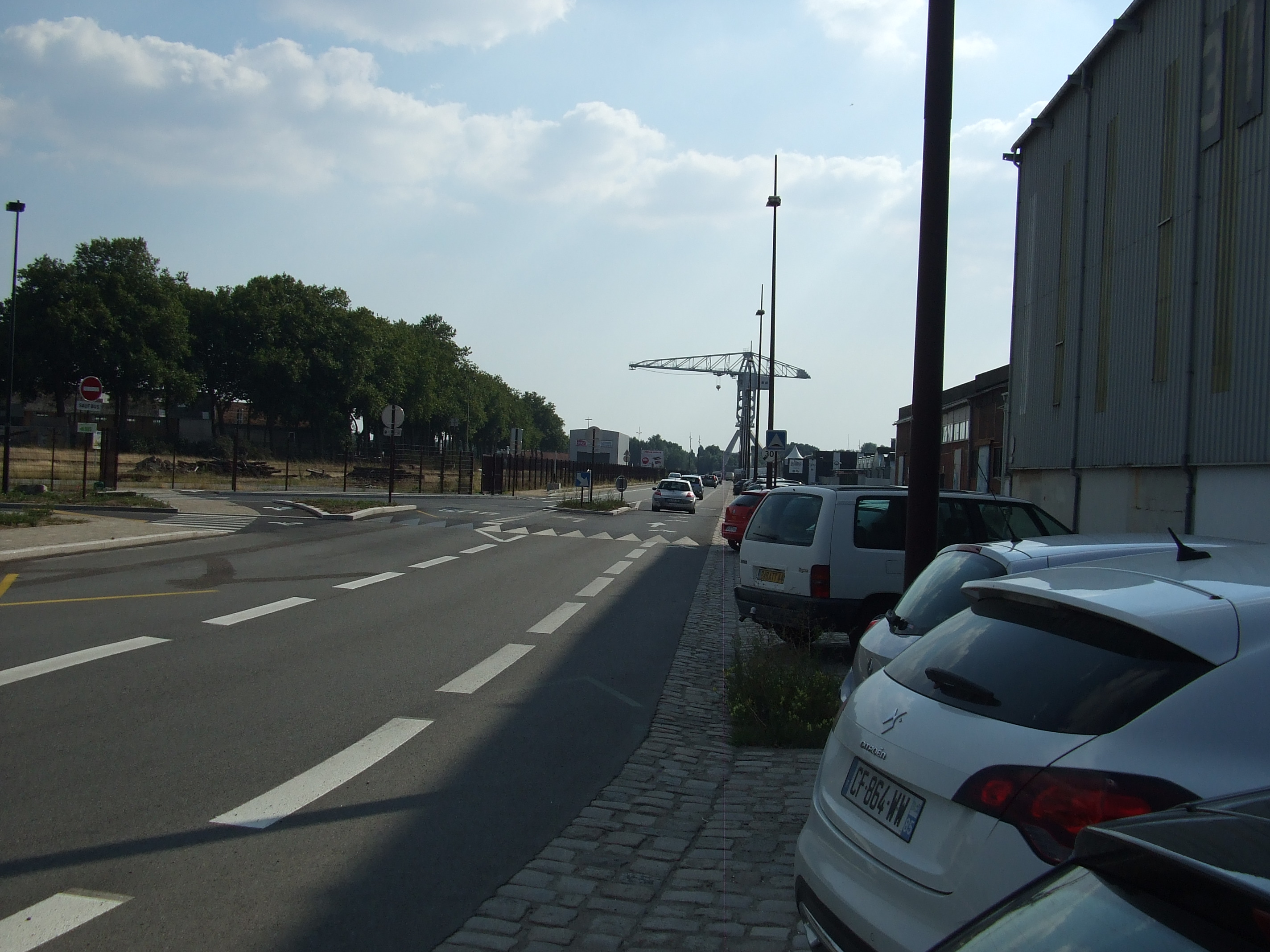
...et emprunte le boulevard des Antilles.

Les bus partent du terminus Gare Sud situé juste devant la sortie de la gare de Nantes puis empruntent le site propre du boulevard de Berlin jusqu'à Haubans. La ligne traverse le bras de la Madeleine de la Loire sur le pont Éric-Tabarly pour arriver sur l'Île de Nantes, puis suit la rue Ligérienne pour rejoindre le boulevard Georges-Pompidou. La ligne suit ce boulevard vers le centre de l'île, en rejoignant la rue Gaëtan-Rondeau puis la ligne 4 au niveau de la station Île de Nantes située sur le boulevard Général-De-Gaulle. La ligne bifurque ensuite à gauche après cette station sur le boulevard Vincent-Gâche afin de rejoindre le boulevard des Martyrs-Nantais-de-la-Résistance ou circulent les lignes 2 et 3 du tramway de Nantes. Les Busway traversent ce boulevard puis continuent tout droit sur le boulevard Babin-Chevaye, avant que les deux sens de circulation se séparent : direction Hangar à Bananes les bus tournent à gauche dans la rue Paul-Nizan pour rejoindre le boulevard de l'Estuaire puis le boulevard Léon-Bureau afin de retrouver l'autre sens de la ligne, alors que direction Gare Sud les bus continuent tout droit sur le boulevard Babin-Chevaye pour rejoindre la place de la République puis le boulevard de la Prairie-au-Duc. Les bus (dans les deux sens) suivent alors ce dernier jusqu'au boulevard des Antilles, longent les anciens hangars sur la droite puis arrivent au terminus Hangar à Bananes à côté du hangar du même nom et à l'embouchure du quai Président-Wilson.

### Liste des stations
Le tableau ci-dessous présente la liste des 15 stations de la ligne d'est en ouest. Les terminus sont indiqués en gras.
|  |   |  |  |  | Station           | Lat/Long                                                | Communes | Correspondances Tan | Correspondances Aléop                                   |
|  | - |  |  |  | ----------------- | ------------------------------------------------------- | -------- | ------------------- | ------------------------------------------------------- |
|  | o |  |  |  | Gare Sud          | 47° 12′ 55″ N, 1° 32′ 32″ O                             | Nantes   | C2 C3 54            | 300 301 309 310 311 312 320 322 346 350 360 370 371 380 |
|  | o |  |  |  | Berlin            | 47° 12′ 59″ N, 1° 32′ 10″ O                             | Nantes   | C3                  |                                                         |
|  | o |  |  |  | Haubans           | 47° 12′ 52″ N, 1° 31′ 48″ O                             | Nantes   | C3                  |                                                         |
|  | o |  |  |  | Pompidou          | 47° 12′ 33″ N, 1° 31′ 42″ O 47° 12′ 34″ N, 1° 31′ 40″ O | Nantes   | 26                  |                                                         |
|  | o |  |  |  | Galarne           | 47° 12′ 29″ N, 1° 31′ 47″ O                             | Nantes   | 26                  |                                                         |
|  | o |  |  |  | Conservatoire     | 47° 12′ 25″ N, 1° 31′ 58″ O                             | Nantes   | 26                  |                                                         |
|  | o |  |  |  | Île de Nantes     | 47° 12′ 22″ N, 1° 32′ 20″ O                             | Nantes   | 4                   |                                                         |
|  | o |  |  |  | Fonderies         | 47° 12′ 23″ N, 1° 32′ 37″ O                             | Nantes   |                     |                                                         |
|  | o |  |  |  | Vincent Gâche     | 47° 12′ 22″ N, 1° 32′ 50″ O 47° 12′ 21″ N, 1° 32′ 54″ O | Nantes   | 2 3                 |                                                         |
|  | o |  |  |  | Nizan             | 47° 12′ 21″ N, 1° 33′ 01″ O 47° 12′ 20″ N, 1° 33′ 04″ O | Nantes   |                     |                                                         |
|  | o |  |  |  | République        | 47° 12′ 21″ N, 1° 33′ 01″ O 47° 12′ 19″ N, 1° 33′ 20″ O | Nantes   | 26                  |                                                         |
|  | o |  |  |  | Gare de l'État    | 47° 12′ 15″ N, 1° 33′ 36″ O 47° 12′ 17″ N, 1° 33′ 37″ O | Nantes   |                     |                                                         |
|  | o |  |  |  | Prairie au Duc    | 47° 12′ 16″ N, 1° 33′ 51″ O                             | Nantes   |                     |                                                         |
|  | o |  |  |  | Quai des Antilles | 47° 12′ 13″ N, 1° 34′ 11″ O                             | Nantes   |                     |                                                         |
|  | o |  |  |  | Hangar à Bananes  | 47° 12′ 01″ N, 1° 34′ 23″ O                             | Nantes   | N2                  |                                                         |

## Exploitation

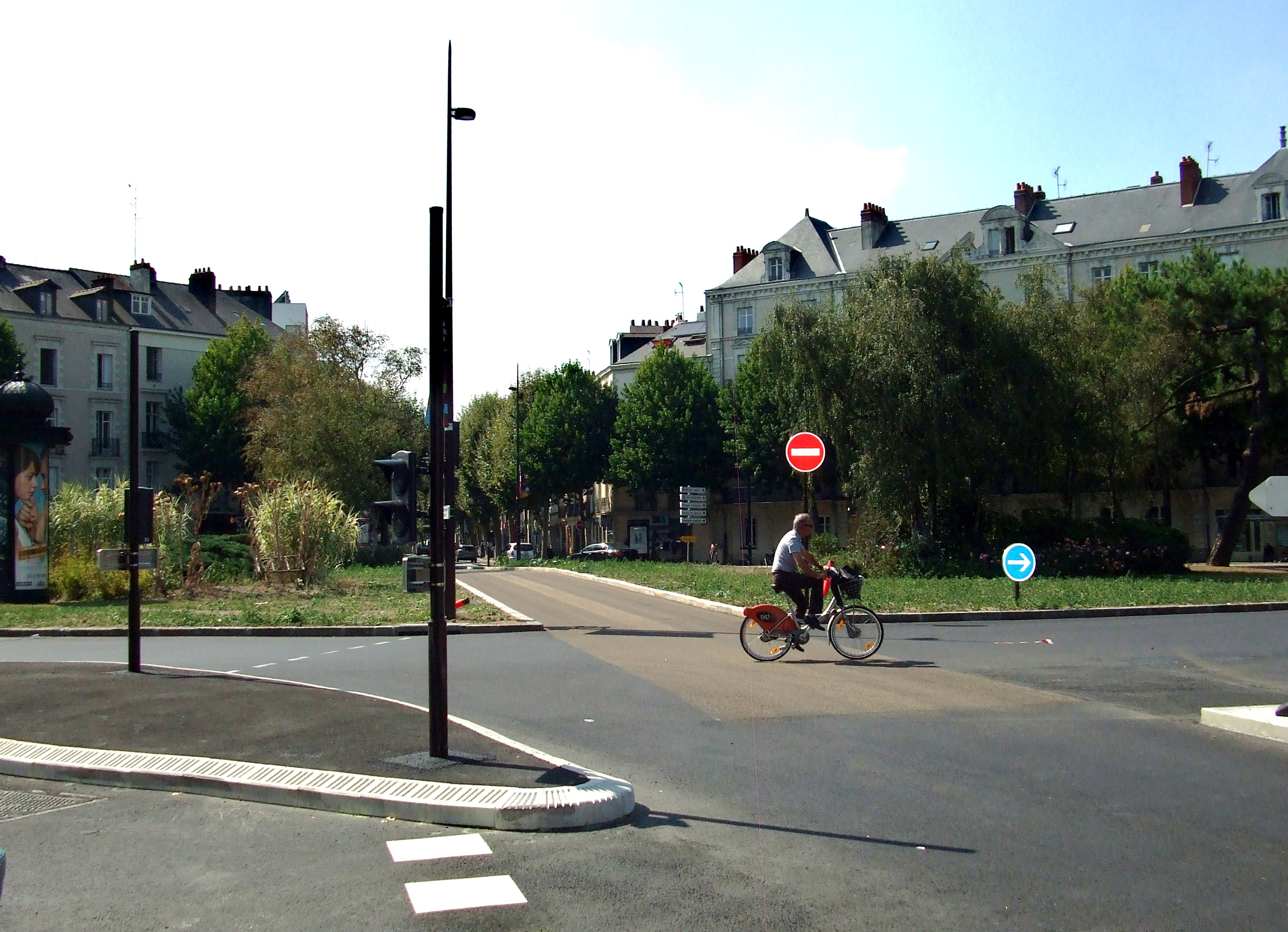
La Place de la République avec le site propre de la ligne 5.

### Principes de la desserte
La ligne fonctionne toute l'année (sauf le 1er mai) du lundi au samedi de 5 h 0 à 0 h 5 et jusqu'à 2 h 5 le vendredi et samedi (toutes les 10 à 20 minutes le matin, toutes les 4 à 10 minutes en journée, toutes les 7 à 15 minutes en soirée et toutes les 30 minutes en service de nuit après 22 h 30), et le dimanche et jours fériés de 5 h 55 à 0 h 5 (un Busway toutes les 25 minutes en journée et toutes les 30 minutes en service de nuit après 22 h 30).
Le matin, les premiers départs s'effectuent à Hangar à Bananes, et les derniers le soir s'effectuent à Gare Sud.

### Temps de parcours moyens
Les temps de trajets indicatifs (arrondis à 5 minutes près) de la ligne 5 depuis la station Gare Sud sont :
- de 5 minutes jusqu'à Haubans ;
- de 10 minutes jusqu'à Île de Nantes ;
- de 15 minutes jusqu'à Vincent Gâche ;
- de 20 minutes jusqu'à Hangar à Bananes.

La durée d'un trajet entre deux stations est de 2 minutes en moyenne.

### Matériel roulant
La ligne est exploitée par la SEMITAN avec des Mercedes-Benz Citaro G GNV BHNS, matériel précédemment utilisé sur la ligne 4, qui sont stockés au dépôt de Trentemoult. Ce matériel est progressivement remplacé par de nouveaux Iveco Urbanway 18 GNV Hybrid qui sont mis en service à partir de fin 2022.

## Tourisme

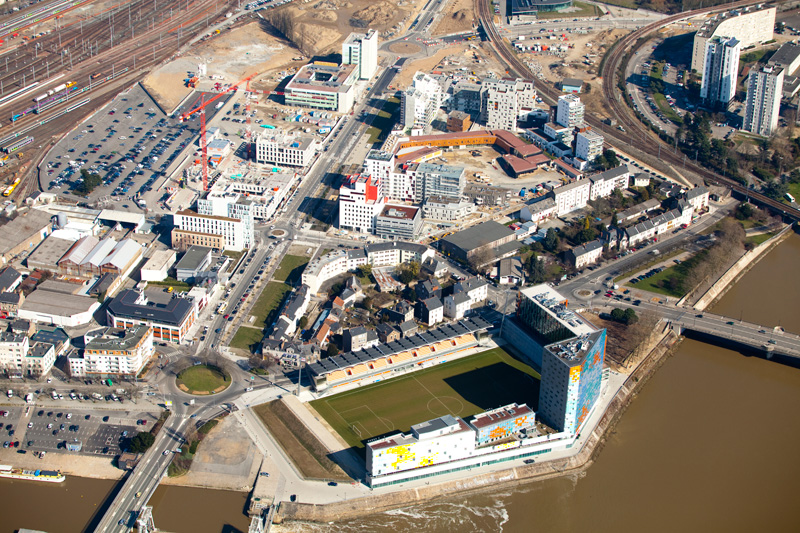
La ligne emprunte le mail Pablo-Picasso afin de desservir les quartiers Malakoff et Euronantes.

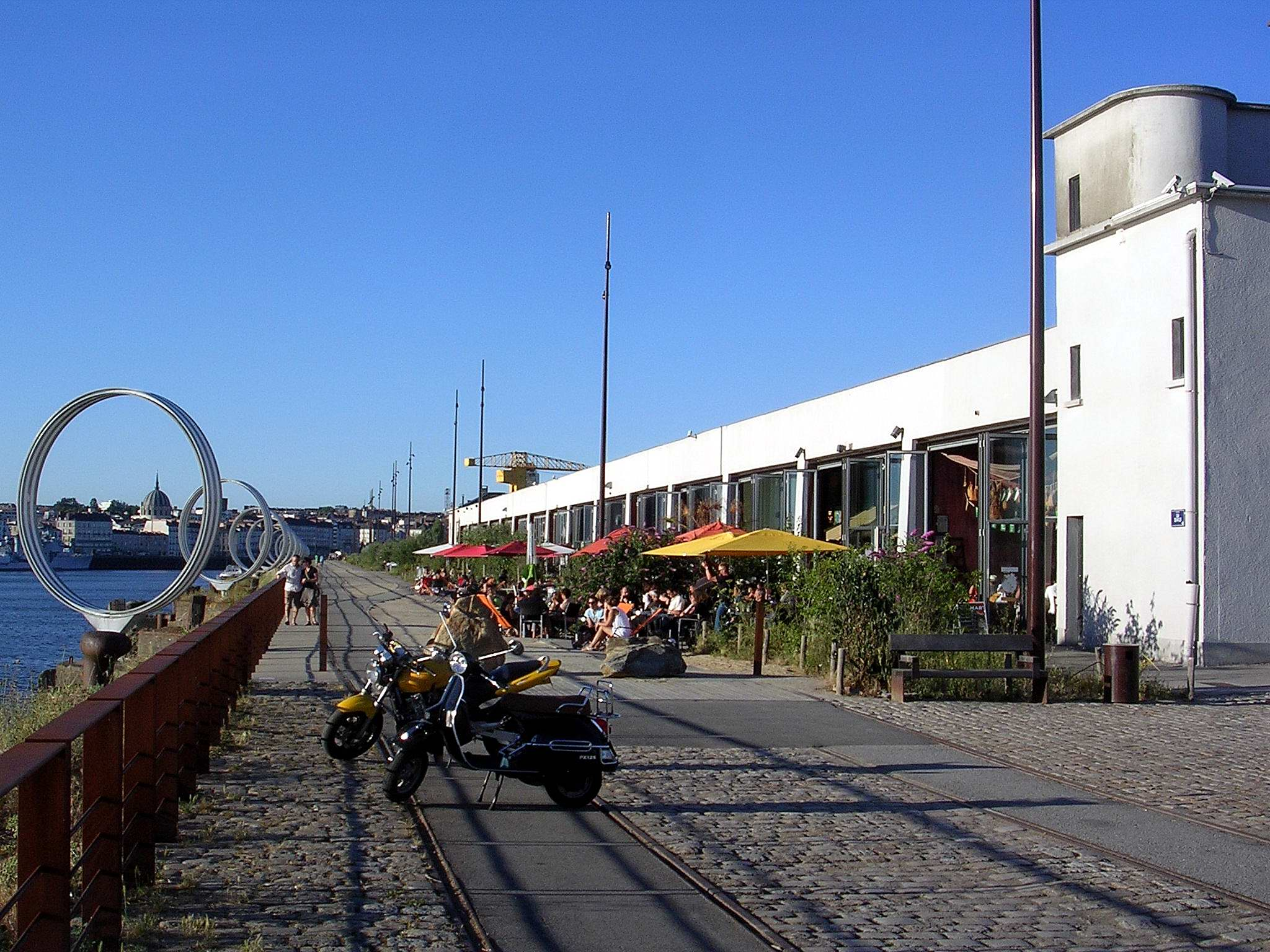
La ligne dessert le quai des Antilles et le hangar à bananes.

La ligne 5 dessert, d'est en ouest, les lieux d'attraction et monuments suivant :
- l'entrée sud de la gare de Nantes ;
- les quartiers Malakoff et Euronantes ;
- la petite Amazonie de Nantes ;
- l'Île de Nantes ;
- l'Hôtel de région des Pays de la Loire et le parc de Beaulieu ;
- le lycée Nelson-Mandela ;
- le Conservatoire de Nantes ;
- le centre Commercial Beaulieu ;
- le gymnase Mangin Beaulieu et le jardin des Fonderies ;
- le parc des Chantiers et les Machines de l'île ;
- le quai des Antilles, le hangar à bananes et les grues Titan de Nantes.

## Projets
Avec le lancement en octobre 2020 de la concertation publique sur les nouvelles lignes de tramway, 6 scénarios de développements des lignes de transport majeures (tramway et Busway) ont été proposés.
Cinq d'entre eux prévoient le prolongement de la ligne 5 jusqu'à l'arrêt Baco (actuel Hôtel Dieu), et le dernier (scénario B) propose un prolongement jusqu'à Boulevard de Doulon (le tracé entre Haubans et Baco serait alors repris par la ligne 8).